# Coelioxys picicornis
Coelioxys picicornis är en biart som beskrevs av Morawitz 1887. Coelioxys picicornis ingår i släktet kägelbin, och familjen buksamlarbin. Inga underarter finns listade i Catalogue of Life.